# Ceramica Dolomite
Ceramica Dolomite ist ein 1965 gegründeter italienischer Hersteller von Sanitärkeramik, der seit 2024 zur Villeroy-&-Boch-Gruppe gehört.

## Geschichte
Das Unternehmen wurde 1965 in Trichiana, am Fuße der Dolomiten, gegründet. Ursprünglich entstand Ceramica Dolomite als Teil eines Wiederaufbauprojekts nach der Vajont-Katastrophe und entwickelte sich schnell zu einem der bedeutendsten Sanitärkeramik-Produzenten Italiens. In den 1980er und 1990er Jahren wuchs das Unternehmen durch Innovationen und die Zusammenarbeit mit renommierten Designern wie Marco Zanuso und Renzo Piano weiter. 1999 erfolgte die Übernahme durch den US-Konzern American Standard Companies, später gehörte Ceramica Dolomite zur Ideal-Standard-Gruppe und wurde 2022 von italienischen Investoren übernommen. Seit 2024 ist Ceramica Dolomite Teil des Villeroy & Boch-Konzerns.

## Marktposition und Produkte
Ceramica Dolomite produziert Badkeramik und Badmöbel mit mehrfach ausgezeichnetem Design, etwa mit dem ADI Ceramics & Bathroom Design Award und dem ICONIC AWARD 2024.
Die Produktion erfolgt auf einem Werksgelände von 130.000 m², davon 70.000 m² überdacht.

## Mitarbeiter und Unternehmenskultur
In den 1980er Jahren beschäftigte Ceramica Dolomite etwa 2000 Mitarbeiter, der Umsatz betrug Anfang der 1990er-Jahre umgerechnet etwa 464 Millionen Euro. Das Unternehmen ist nach ISO 9001  und ISO 45001 zertifiziert und hat die Gender Equality Certification Uni PDR 125:2022 erhalten.